# Aprenentatge de característiques

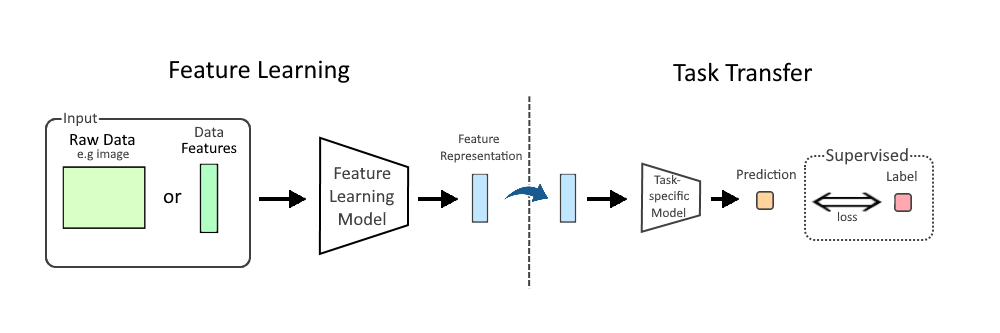
Diagrama del paradigma d'aprenentatge de funcions en aprenentatge automàtic per a l'aplicació a tasques posteriors, que es pot aplicar a dades en brut, com ara imatges o text, o a un conjunt inicial de funcions per a les dades. L'aprenentatge de funcions té com a objectiu un entrenament més ràpid o un millor rendiment en la configuració específica de la tasca que si les dades s'introduïssin directament.

En l'aprenentatge automàtic, l'aprenentatge de característiques o l'aprenentatge de representacions és un conjunt de tècniques que permeten a un sistema descobrir automàticament les representacions necessàries per a la detecció o classificació de característiques a partir de dades en brut. Això substitueix l'enginyeria manual de funcions i permet que una màquina aprengui les funcions i les utilitzi per realitzar una tasca específica.
L'aprenentatge de característiques està motivat pel fet que les tasques d'aprenentatge automàtic, com ara la classificació, sovint requereixen una entrada que sigui matemàtica i computacionalment convenient de processar. Tanmateix, les dades del món real, com ara imatges, vídeo i dades de sensors, no han cedit als intents de definir algorítmicament característiques específiques. Una alternativa és descobrir aquestes característiques o representacions mitjançant l'examen, sense dependre d'algorismes explícits.
L'aprenentatge de funcions pot ser supervisat, no supervisat o autosupervisat.
- En l'aprenentatge de funcions supervisat, les funcions s'aprenen mitjançant dades d'entrada etiquetades. Les dades etiquetades inclouen parells d'entrada-etiqueta on l'entrada es dona al model i ha de produir l'etiqueta de veritat bàsica com a resposta correcta.[3] Això es pot aprofitar per generar representacions de característiques amb el model que donen lloc a una alta precisió de predicció de l'etiqueta. Alguns exemples inclouen xarxes neuronals supervisades, perceptró multicapa i aprenentatge de diccionaris (supervisat).
- En l'aprenentatge de funcions no supervisat, les funcions s'aprenen amb dades d'entrada sense etiqueta mitjançant l'anàlisi de la relació entre els punts del conjunt de dades.[4] Els exemples inclouen l'aprenentatge de diccionaris, l'anàlisi de components independents, la factorització matricial i diverses formes d'agrupació.[5][6]
- En l'aprenentatge de característiques autosupervisades, les característiques s'aprenen utilitzant dades no etiquetades com l'aprenentatge no supervisat, però es construeixen parells d'etiquetes d'entrada a partir de cada punt de dades, cosa que permet aprendre l'estructura de les dades mitjançant mètodes supervisats com ara el descens de gradients.[7] Els exemples clàssics inclouen incrustacions de paraules i codificadors automàtics.[8][9] Des de llavors, SSL s'ha aplicat a moltes modalitats mitjançant l'ús d'arquitectures de xarxes neuronals profundes com ara CNN i Transformers.[7]